# Tsipouro
Lo tsipouro è una classica e tradizionale acquavite bianca della Grecia (scritto in greco τσίπουρο), diffusa soprattutto delle regioni di Tessaglia (Tsipouro Tyrnavou), Epiro, penisola di Maina, regione macedone, ma anche nell'isola di Creta (chiamata tsikoudia). Ha una gradazione alcolica di circa 40-45% in volume ed è ottenuta dalla distillazione di vinaccia di vitigni greci. Di solito è una grappa pura (bianca), alcune volte viene aromatizzata all'anice o anche altri frutti.

## Storia
Le prime tracce certe di distillazione di grappe greche risalgono al XIV secolo, ad opera di monaci ortodossi del Monte Athos, nella regione macedone della Grecia. Solo successivamente, il metodo di distillazione si estese anche nelle regioni circostanti. Il nome però, è associato al più recente greco πουρο, pòuro, che vuol dire sigaro, in quanto il culto sociale di bere la grappa insieme al fumare il sigaro si diffuse con successo in Europa soltanto a partire nella seconda metà del XVI secolo, dopo le importazioni del tabacco dalle Americhe.

## Produzione
Il mosto di uve greche viene lasciato in fermentazione alcolica per un paio di giorni, poi il succo viene distillato, verificando costantemente la condensazione e il calore, scartando la "testa" e la "coda" del processo. Quindi, si distilla una seconda volta il liquido ottenuto. Per uno Tsipouro più pregiato sono previsti altri cicli successivi di distillazione. Il tutto viene poi lasciato riposare per settimane in silos di acciaio inox, oppure invecchiato in botti di legno per le varietà più pregiate, quindi imbottigliato.
Lo Tsipouro viene spesso confuso con altre grappe come il rakı, o l'arak, questi ultimi più diffusi nei paesi del Vicino Oriente, mentre la versione di Tsipouro al gusto di anice è spesso associato ad un'altra nota grappa greca chiamata ouzo. In realtà i processi di produzione delle due grappe sono differenti, poiché mentre lo Tsipouro è una grappa pura di vinaccia, l'ouzo viene aromatizzato con aggiunta di anice e di altre erbe già alla prima distillazione, dove viene altresì assemblato con un'alta percentuale di alcool etilico d'origine agricola.

## Consumo
Lo Tsipouro viene servito in bicchierini durante gli incontri sociali, o nei tipici locali greci chiamati tsipourerie, accompagnato spesso da piatti e/o assaggi tipici greci come il meze, ma anche olive, pesce, carne, frutta secca, uvetta, noci, formaggio feta, o il dolce halva, etc.